# Kaahumanu
Kaʻahumanu (Maui, 17 de març de 1768 - Manoa, Hawaii, 5 de juny de 1832) va ser reina regent de Hawaii.
Casada als 13 anys amb el rei polígam Kamehameha I, es va convertir en l'esposa favorita. Encoratjà el seu marit a iniciar una guerra per unificar el país. El 1819, després de la mort del seu marit, accedí a la regència. Es destacà per trencar tabús a favor de la igualtat entre homes i dones. Es va convertir al cristianisme protestant el 1825. Va expulsar els missioners catòlics i va signar el primer tractat amb els Estats Units que assegurava el lliure comerç.